# Sergueï Gourzo
Sergueï Safonovitch Gourzo (en russe : Серге́й Сафо́нович Гурзо́), né le 23 septembre 1926 à Moscou et mort le 19 septembre 1974 à Léningrad, est un acteur soviétique.

## Biographie
Fils d'un médecin et d'une professeur de l'Académie russe de musique Gnessine, Sergueï Gourzo vit avec sa famille dans une kommounalka de Kouznetski most dans l'arrondissement Mechtchanski. À l'âge de seize ans, il s'engage comme volontaire dans l'Armée rouge, lorsque les opérations militaires de la Seconde Guerre mondiale commencent sur le territoire de l'URSS. Il est gravement blessé en Pologne en 1944 et passe un an dans les hôpitaux.
Après la guerre? il fait ses études dans la classe de Boris Bibikov et Olga Pyjova à l'Institut national de la cinématographie. Son début au cinéma dans le film patriotique de Sergueï Guerassimov tiré du roman La Jeune Garde de Fadeïev lui apporte une célébrité immédiate. Il y incarne Sergueï Tulenine, un partisan soviétique, membre d'un groupe Komsomol secret, exécuté par les nazis en 1943. Le jeune acteur est récompensé par un prix Staline de 1re classe. Il tiendra quelques autres rôles de jeunes soviétiques qui se démarquent par leur courage et patriotisme, notamment dans Les Audacieux de Konstantin Youdine (prix Staline de 2e classe) sorti en 1950.
Acteur souffre d'un alcoolisme sévère qui compromet sa carrière. Il incarne encore le personnage principal dans l'adaptation du roman de Nikolaï Ostrovski Enfantés par la tempête en 1957, sous la direction de Yakov Bazelyan et Arthur Wojtecki. Ensuite il doit se contenter de rôles épisodiques. Après une dernière apparition dans les courts-mètrages en 1961 et 1962, il disparait des écrans.
Sergueï Gourzo meurt dans un hôpital de Léningrad après un infarctus du myocarde le 19 septembre 1974, âgé seulement de 47 ans. Il est enterré au cimetière du Sud de Léningrad (district de Moskovski).

## Filmographie partielle
- 1948 : La Jeune Garde (Молодая гвардия) de Sergueï Guerassimov : Sergueï Tulenine
- 1950 : Loin de Moscou (Далеко от Москвы) de Aleksandr Stolper : Petia Goudkine
- 1950 : Les Audacieux (Смелые люди) de Konstantin Youdine : Vassili Govoroukhine
- 1961 : Deux vies (ru) (Две жизни) de Leonid Loukov : Filka